# Brookland
Brookland és una població dels Estats Units a l'estat d'Arkansas. Segons el cens del 2007 tenia 1.603 habitants.

## Demografia
Segons el cens del 2000, Brookland tenia 1.332 habitants, 499 habitatges, i 384 famílies. La densitat de població era de 471,8 habitants/km².
Dels 499 habitatges en un 43,7% hi vivien nens de menys de 18 anys, en un 59,3% hi vivien parelles casades, en un 14,4% dones solteres, i en un 23% no eren unitats familiars. En el 19,6% dels habitatges hi vivien persones soles l'11% de les quals corresponia a persones de 65 anys o més que vivien soles. El nombre mitjà de persones vivint en cada habitatge era de 2,67 i el nombre mitjà de persones que vivien en cada família era de 3,07.
Per edats la població es repartia de la següent manera: un 29,7% tenia menys de 18 anys, un 9,2% entre 18 i 24, un 31,8% entre 25 i 44, un 17,6% de 45 a 60 i un 11,6% 65 anys o més.
L'edat mediana era de 31 anys. Per cada 100 dones de 18 o més anys hi havia 87,2 homes.
La renda mediana per habitatge era de 33.125 $ i la renda mediana per família de 37.500 $. Els homes tenien una renda mediana de 27.471 $ mentre que les dones 18.864 $. La renda per capita de la població era de 13.744 $. Entorn del 7% de les famílies i l'11,1% de la població estaven per davall del llindar de pobresa.

## Poblacions més properes
El següent diagrama mostra les poblacions més properes.